# Kaše
Kaše je priimek v Sloveniji, ki ga je po podatkih Statističnega urada Republike Slovenije na dan 1. januarja 2010 uporabljalo 44 oseb.

## Znani nosilci priimka
- Egon Kaše (1942—2017), fotoreporter, kolesar
- Luka Kaše, fotograf
- Robert Kaše, ekonomist, prof.
- Robert Kaše, strojnik, gledališčnik/režiser